# Hoshizora e Kakaru Hashi
Hoshizora e Kakaru Hashi (星空へ架かる橋, lit. Ponte para as Estrelas) é um jogo bishōjo japonês desenvolvido pela Feng, lançado em uma versão para PC, em DVD, em 15 de Outubro de 2010. Uma adaptação da história em anime, produzida pelo estúdio Dōgakōbō, foi apresentada no Japão, entre 11 de abril e 27 de junho de 2011.

## História
Hoshino Kazuma se muda para a cidade de Yamabiko (山比古町, Yamabiko-machi) devido à saúde fraca de seu irmão Ayumu. Na cidade, eles passam a morar na pousada Yorozuyo (cuja dona é amiga do pai deles), onde Kazuma já esteve com seu pai, quando se istalaram na cidade. Kazuma também passa a frequentar a Academia Sul de Yamabiko (山比古南学園, Yamabiko Minami Gakuen), onde ele faz novos amigos e encontra pessoas com quem esteve há muito tempo.

## Personagens
A ordem de dublagem é: Jogo/Anime.
Hoshino Kazuma (星野 一馬)
Voz: Nenhuma/Shintarō Asanuma
Kazuma é o protagonista da história. Seu irmão Ayumu tem saúde fraca, por isso tem que se mudar para o interior, na cidade de Yamabiko. Eles se instalam na pousada Yorozuyo. Ele também passa a estudar no segundo ano da Academia Sul de Yamabiko, onde encontra algumas garotas com quem já esteve.

### Heroínas Principais
Nakatsugawa Ui (中津川 初)
Voz: Hibino Maki/Nakamura Eriko
Ui está na mesma classe que Kazuma. Quando ia para a pousada, Kazuma se perdeu na floresta e encontrou Ui que o ajudou. Mostrando o lugar para ele, eles chegaram em um pequeno riacho, onde o jeito mais fácil de atravessá-lo é pulando as pedras que estão no leito. Quando tentava pular as pedras, ele escorregou e caiu em cima dela, beijando-a. Ui tem o hábito de comer muito e também é muito distraída.
Hinata Ibuki (日向 伊吹)
Voz: Aoba Ringo (jogo e anime)
Hinata é a representante da classe de Kazuma. Ela o encontra logo após ele beijar Ui. Devido a essa primeira impressão ela passa a desconfiar de suas ações, mas, após o início do convívio com ele seus pensamentos mudam. Ela está no clube de arco e flecha e é cotada para ganhar o campeonato nacional. É a típica personagem tsundere.
Tōdō Tsumugi (藤堂 つむぎ)
Voz: Suzuki Ran/Takahashi Chiaki
Tsumugi é uma estudante do terceiro ano. Ela é uma aprendiz de garçonete na pousada Yorozuyo. Ela limpava o banheiro quando Kazuma entrou nu. Depois, ela começa a acompanhá-lo até a escola. Ela é bastante popular na escola devido ao seu temperamento calmo. Ela tem duas irmãs mais novas.
Tōdō Koyori (藤堂 こより)
Voz: Momoi Ichigo/Ōkubo Aiko
Irmã mais nova de Tsumugi, Koyori está no primeiro ano. Amante da justiça, ela passa a seguir Kazuma quando sabe dos boatos sobre o que aconteceu entre ele e Ui. Em seguida, ela tenta castigá-lo por seus atos. Ela é bastante gentil, sempre tentando proteger a todos. Porém ela suas ações também causam problemas à sua irmã.
Sakai Hina (酒井 陽菜)
Voz: Miriya Misono/Yoshida Mayumi
Estudante do terceiro ano, é a melhor amiga de Tsumugi. Ela é bondosa e tem uma personalidade calma. Ela é filha da dona de uma loja de bebidas.
Kōmoto Madoka (神本 円佳)
Voz: Isuzu Asuka/Shimizu Ai
Estudante do primeiro ano. Ela é filha de um sacerdote. Devido ao seu convívio com seu avô, ela desenvolveu traços de androfobia. Ela encontra Kazuma na escola, mas sua fobia não os deixava conversar. Mas Madoka vai, aos poucos, mudando seu pensamento sobre ele.

### Personagens Secundários
Hoshino Ayumu (星野 歩)
Voz: Ui/Ōhashi Ayuru
Ayumu é o irmão mais novo de Kazuma. Devido à sua aparência jovem e sua personalidade clama e gentil e também por ser bishōnen, muitos confundem sua idade. Por sofrer de asma crônica, ele e seu irmão se mudaram para a cidade de Yamabiko. Kazuma é muito cuidadoso e atencioso com ele. Ele estuda em uma escola diferente da de seu irmão e está no clube de arte.
Yorozu Senka (万 千歌)
Voz: Yuzuki Kaname/Kawaragi Shiho
É a senhoria da pousada Yorozuyo e atua quase que como uma "mãe" para Kazuma e Ayumu. Ela não gosta de ser tratada como velha e é muito pervertida.
Tōdō Kasane (藤堂 かさね)
Voz: Anzu Mitsu/Kadowaki Mai
Irmã mais nova de Tsumugi e Koyori. Ela é atenciosa e destemida assim como as irmãs.
Minamikokubaru Daigo (南国原 大吾)
Voz: Haruno Kaze/Hatano Wataru
Um dos primeiros amigos de Kazuma na escola, Daigo é bastante artista, o que muitas vezes o torna bobo. Ele costuma chamar Kazuma de "Irmão".
Minamikokubaru-sensei (南国原先生)
Voz: Shōtō Erusa/Katsuki Masako
É a professora do segundo ano da Academia Sul de Yamabiko. Seu primeiro nome é desconhecido.
Fujimiya Shii (藤宮 詩)
Voz: Hikaru Kaga
Amiga de infância de Kazuma. Às vezes, a rota ruim termina somente com seu nome.

## Mídia

### Jogo
O jogo é um simulador de encontro em estilo visual novel desenvolvido pela feng e lançado no Japão no dia 15 de Outubro de 2010.

#### Músicas
Tema de Abertura 「星空へ架かる橋」 (Ponte para as Estrelas)
Letra: Hata Aki / Música: Agematsu Noriyasu / Cantora: Nomico
Tema de Encerramento 「広がる夜空の下で」 (Propagação sob as Estrelas)
Letra: rino / Música: Fujita Junpei / Cantora: Aoba Ringo

### Anime
Uma adaptação em anime produzida pelo estúdio Dōgakōbō, sob a direção de Takenori Mihara, foi exibida no Japão, estreando no dia 11 de Abril de 2011, na AT-X e em outros canais, e terminando em 27 de Junho do mesmo ano.

#### Episódios
| #  | Título Original                    | Título em Rōmaji                   | Título em Português                      | Data de Exibição (Japão) |
| -- | ---------------------------------- | ---------------------------------- | ---------------------------------------- | ------------------------ |
| 01 | クマなら、ここで終わった           | Kuma nara, Koko de Owatta          | Se fosse um Urso, Terminaria Aqui        | 11 de Abril de 2011      |
| 02 | チーズの味はしないはず             | Chiizu no Aji wa Shinai Hazu       | Não Deveria ter Gosto de Queijo          | 18 de Abril de 2011      |
| 03 | ドングリは意外と痛い               | Donguri wa Igaito Itai             | Bolotas são Surpreendentemente Dolorosas | 25 de Abril de 2011      |
| 04 | クマと出会って、話してた           | Kuma to Deatte, Hanashiteta        | Encontrou um Urso e Falou com Ele        | 2 de Maio de 2011        |
| 05 | しることウナギとウエディングドレス | Shiruko to Unagi to Uedingu Doresu | Shiruko, Enguia e Vestido de Noiva       | 9 de Maio de 2011        |
| 06 | 桶が落ちるとき                     | Oke ga Ochiru Toki                 | Quando o Balde Cai                       | 16 de Maio de 2011       |
| 07 | ピンクのにゃんぼぼ                 | Pinku no Nyanbobo                  | Nyanbobo Rosa                            | 23 de Maio de 2011       |
| 08 | ツッコミは◯◯で!                    | Kokkumi wa Maru Maru de!           | A Graça da Piada é ___!                  | 30 de Maio de 2011       |
| 09 | スズメバチは昼行性                 | Suzumebachi wa Hirugyōsei          | Vespas são Diurnas                       | 6 de Junho de 2011       |
| 10 | 指輪、流れて……                     | Yubiwa, Nagarete……                 | Anel, Flutue……                           | 13 de Junho de 2011      |
| 11 | 雨にふられて                       | Ame ni Furatete                    | Rejeitada na Chuva                       | 20 de Junho de 2011      |
| 12 | 夜空に架かる星の橋                 | Yozora ni Kakaru Hoshi no Hashi    | Ponte Estrelada no Céu Noturno           | 27 de Junho de 2011      |

#### Músicas
Tema de Abertura
「星風のホロスコープ」 (Hoshizora no Horosukōpu)  "Horóscopo da Estrela do Vento" (Episódio 1-11)
Letra e Música - Agematsu Noriyasu / Cantora - Nomico
Tema de Encerramento
「だっしゅどシンデレラ」 (Dasshudo Shinderera)  "Traço de Cinderela" (Episódio 1-9, 11)
Letra - Tsuji Junsara / Música - Wakabayashi Mitsuru
Cantoras - Nakatsugawa Ui (Nakamura Eriko) e Kōmoto Madoka (Shimizu Ai)
「Water LiLy」 (Episódio 10)
Letra - Tsuji Junsara / Música - Shirato Yōsuke / Cantora - Kōmoto Madoka (Shimizu Ai)
「星風のホロスコープ」 (Hoshizora no Horosukōpu)  "Horóscopo da Estrela do Vento" (Episódio 12)
Letra e Música - Agematsu Noriyasu / Cantoras - Nakatsugawa Ui (Nakamura Eriko), Hinata Ibuki (Aoba Ringo), Kōmoto Madoka (Shimizu Ai)